# Kunmadaras
Kunmadaras è un comune dell'Ungheria di 5.507 abitanti (dati 2009). È situato nella contea di Jász-Nagykun-Szolnok.